# ضريح تشهل دختران (تفت)
ضريح تشهل دختران (بالفارسية: آرامگاه بقراط) هي ضريح تاريخية تعود إلى عصر القرن الخامس الهجري، وتقع في مقاطعة تفت.